# Tom Bertram
Tom Bertram, angleški hokejist na travi, * 24. maj 1977, Ashford.
Sodeloval je v hokeju na poletnih olimpijskih igrah leta 2000 in leta 2004.